# 26027 Cotopaxi
26027 Cotopaxi è un asteroide della fascia principale. Scoperto nel 1960, presenta un'orbita caratterizzata da un semiasse maggiore pari a 1,9820792 UA e da un'eccentricità di 0,1287631, inclinata di 22,16929° rispetto all'eclittica.